# Lauclau
Lauclau ist ein osttimoresischer Ort im Suco Vatuvou (Verwaltungsamt Maubara, Gemeinde Liquiçá). Er liegt im Osten der Aldeia Lebucailiti in einer Meereshöhe von 753 m. Die Häuser verteilen sich entlang der Straße, die den Ort mit der Gemeindehauptstadt Vila de Liquiçá im Norden verbindet. Im Süden befindet sich der Sitz der Aldeia.
Lauclau befindet sich auf einem Bergrücken. Im Tal östlich vom Dorf fließt der Fluss Manobira, der zum System des Lóis gehört.